# Nautilocalyx glandulifer
Nautilocalyx glandulifer är en tvåhjärtbladig växtart som beskrevs av Wiehler. Nautilocalyx glandulifer ingår i släktet Nautilocalyx och familjen Gesneriaceae. Inga underarter finns listade i Catalogue of Life.